# میتسورو ماروکا
میتسورو ماروکا (انگلیسی: Mitsuru Maruoka؛ زادهٔ ۶ ژانویهٔ ۱۹۹۶) بازیکن فوتبال اهل ژاپن است.
از باشگاه‌هایی که در آن بازی کرده‌است می‌توان به باشگاه فوتبال بروسیا دورتموند و باشگاه فوتبال سرزو اوساکا اشاره کرد.